# Richard Jones (warenhuis)
Richard Jones was een warenhuis in de stad Chester in Engeland. Het warenhuis werd opgekocht door de ter ziele gegane warenhuisketen Owen Owen.

## Geschiedenis
Richard Jones opende in de jaren 1850 een textielbedrijf in Chester in Watergate Street. In 1874 was het bedrijf gevestigd aan 52-56 Bridge Street. Het bedrijf breidde zich in 1890 uit door de opening van een afdeling woninginrichting in Eastgate Street.
Het 1903 werden het bedrijf een rechtspersoon, Richard Jones & Co. Ltd. In datzelfde haar werd verder uitgebreid met Bridge Street 44–46 en Eastgate Street 11–13, waar een groot assortiment aan kleding en huishoudelijke artikelen werd verkocht. Daarnaast bood het een verhuisservice. Het bedrijf werd tot 1960 gerund als een familiebedrijf, totdat het werd overgenomen door Owen Owen.